# Litsea floribunda
Litsea floribunda är en lagerväxtart som först beskrevs av Carl Ludwig von Blume, och fick sitt nu gällande namn av James Sykes Gamble. Litsea floribunda ingår i släktet Litsea och familjen lagerväxter. Inga underarter finns listade i Catalogue of Life.